# Bonifaci I de Toscana
Bonifaci I de Toscana o Tuscia, o de Lucca, dit el Bavarès (segle VIII - 823), fundador de la dinastia bavaresa de Toscana, fou duc de Túscia (citat el 812) i comte de Lucca i marquès de Toscana (citat el 813), fins a la seva mort el 823.
No se sap l'any de naixement; era natural de Baviera, i per això portava el sobrenom de "el bavarès"; va ser nomenat governador de Toscana per Carlemany, després de la mort del rei Pipí d'Itàlia (mort el 8 de juliol de 810). El seu antecessor és esmentat per darrera vegada el 810 i per això el seu any d'accés al govern se situa entre 810 i 812.
És considerat el primer marcgravi o marquès de Toscana, a causa de diversos territoris conquerits a Toscana: Pisa, Pistoia, Volterra i Luni, però més probablement pel seu veïnatge amb els sarraïns de la Mediterrània. Es testifica en documents per primera vegada el març de 812.
Va tenir un fill, Bonifaci, que es va convertir en marquès de Toscana i governador de Còrsega, i un altre, Berard, que va ajudar el seu germà en defensa de Còrsega. La seva única filla, Riquilda es va convertir en abadessa del monestir dels sants Benet i Escolàstica a Lucca.